# Cá vây cung
Cá vây cung (Amia calva) là một loài cá xương có quan hệ xa với cá láng trong liên thứ bộ Holostei. Trong tiếng Anh, nó có các tên gọi như bowfin, mudfish, mud pike, dogfish, griddle, grinnel, swamp trout, choupique. Đây là loài còn sinh tồn duy nhất của bộ Amiiformes, xuất hiện từ kỷ Jura, tồn tại đến nay. Dù cá vây cung đã tiến hoá đáng kể, nó vẫn hay được coi là một loài "cá nguyên thủy" do sự lưu giữ một vài đặc điểm hình thái học từ loài tổ tiên.
Cá vây cung là cá tầng đáy nước ngọt bản xứ Bắc Mỹ. Bằng chứng hoá thạch cho thấy bộ Amiiformes từng hiện diện ở cả môi trường nước ngọt lẫn nước mặn với phạm vi phân bố rộng khắp châu Mỹ, châu Âu, châu Á và châu Phi. Ngày nay phạm vi phân bố của chúng co lại còn miền đông Hoa Kỳ, cùng vùng lân cận ở Canada, bao gồm lưu vực sông Mississippi, Ngũ Đại hồ cùng nhiều con sông đổ ra Đông Duyên hải Hoa Kỳ và vịnh Mexico. Môi trường sống ưa thích là bãi ngập có cây cối mọc, sông hồ vùng đồng bằng, nơi đầm lầy và nước đọng; đôi khi nó cũng sống ở nước lợ. Đây là loài nằm chờ phục kích con mồi, bơi đến chỗ nước nông vào ban đêm để săn cá hay động vật không xương sống như tôm hùm đất, thân mềm và côn trùng thủy sinh.
Giống cá láng, cá vây cung có thể thở cả trong không khí lẫn trong nước. Mang cho phép nó lấy oxy từ trong nước, nhưng nó cũng có bong bóng vừa giúp nó nổi vừa giúp nó thở không khí, thông qua một ống hơi nối ruột trước với bong bóng. Nó có thể trồi lên mặt nước lấy khí, giúp nó sống trong môi trường nước nghèo oxy đến mức đủ giết các loài cá khác.